# آبنر تيشيرا
آبنر تيشيرا دا سيلفا جونيور (بالبرتغالية: Abner Teixeira da Silva Júnior‏) (مواليد 10 سبتمبر 1996)، هُو مُلاكم برازيلي. حاز آبنر تيشيرا على الميدالية البرونزية خلال مُشاركته في مُسابقة الوزن الثقيل ضمن دورة الألعاب الأولمبية الصيفية 2020 في طوكيو.

## وصلات خارجية
- آبنر تيشيرا على موقع بوكس ريك (الإنجليزية) (registration required)
- آبنر تيشيرا على موقع اللجنة الأولمبية الدولية (الإنجليزية)
- آبنر تيشيرا على موقع أوليمبيديا (الإنجليزية)